# Žlkovce
Žlkovce es un municipio del distrito de Hlohovec en la región de Trnava, Eslovaquia, con una población estimada a final del año 2024 de 627 habitantes.
Se encuentra ubicado en el centro-este de la región, cerca del río Váh (cuenca hidrográfica del Danubio) y de la región de Nitra.

## Demografía
| Año        | 1994 | 2004    | 2014    | 2024    |
| ---------- | ---- | ------- | ------- | ------- |
| Población  | 624  | 648     | 659     | 627     |
| Diferencia |      | +3,84 % | +1,69 % | −4,85 % |

| Año        | 2023 | 2024    |
| ---------- | ---- | ------- |
| Población  | 646  | 627     |
| Diferencia |      | −2,94 % |